# Hugo Boucher
Hugo Boucher, né le 22 octobre 2007 à Orléans (Loiret), est un coureur cycliste français membre de l’équipe Decathlon AG2R La Mondiale U19.

## Biographie
Hugo Boucher naît le 22 octobre 2007 à Orléans dans le département du Loiret en région Centre.
Il pratique le cyclisme sur piste et sur route avant de se concentrer essentiellement au cyclisme sur route à partir de 2024.

### Carrière
En 2022, Boucher remporte le Chrono des Nations cadets devant Similien Hamon et Eliott Boulet.
En 2023, il participe aux championnats de France de l’Avenir sur piste et remporte trois épreuves, l’Américaine, la Course aux points et l’Omnium dans la catégorie U17. Lors des championnats de France sur route, il remporte la course en ligne et gagne le Chrono des Nations cadets pour la 2e année consécutive.
En 2024, il se classe 6e de Kuurne-Bruxelles-Kuurne juniors dans le même temps que Aldo Taillieu, le vainqueur. En 2025, il termine 6e de Liège-Bastogne-Liège juniors, et deuxième de la Classic cœur de Brenne, battu dans un sprint à deux.

## Palmarès sur route

### Par année
- 2022
  - Chrono des Nations cadets
- 2023
  -  Champion de France sur route cadets
  - Chrono des Nations cadets
- 2025
  - 2e de la Classic cœur de Brenne U19

## Palmarès sur piste

### Championnats nationaux
- 2023
  -  Champion de France de l’Avenir de l'omnium cadets
  -  Champion de France de l’Avenir de la course aux points cadets
  -  Champion de France de l’Avenir de l'américaine cadets